# Scrupocellaria bellula
Scrupocellaria bellula är en mossdjursart som beskrevs av Osburn 1947. Scrupocellaria bellula ingår i släktet Scrupocellaria och familjen Candidae. Inga underarter finns listade i Catalogue of Life.